# Anne-Pierre de Montesquiou-Fézensac
Markiz Anne-Pierre de Montesquiou-Fézensac, francoski general, pisec, akademik in politik, * 17. oktober 1739, † 30. december 1798.
Poleg uspešne vojaške kariere je bil izvoljen v Narodno skupščino Francije leta 1789 in v Académie française.